# Hydrellia subnitens
Hydrellia subnitens är en tvåvingeart som beskrevs av Cresson 1931. Hydrellia subnitens ingår i släktet Hydrellia och familjen vattenflugor. Inga underarter finns listade i Catalogue of Life.